# Los Pozos, Rosario
Los Pozos är en ort i Mexiko.   Den ligger i kommunen Rosario och delstaten Sinaloa, i den centrala delen av landet, 800 km nordväst om huvudstaden Mexico City. Los Pozos ligger 9 meter över havet och antalet invånare är 1 110.
Terrängen runt Los Pozos är platt. Havet är nära Los Pozos åt sydväst.  Närmaste större samhälle är El Huajote, 16,3 km nordost om Los Pozos. 